# Месемврія (корвет, 1832)
«Месемврі́я» — 24-гарматний корвет типу «Сизополь» Чорноморського флоту Російської імперії. Названий на згадку про захоплення російськими військами за підтримки ескадри адмірала О. С. Грейга турецької фортеці Месемврія 10 липня 1829 року.

## Опис
Один із трьох вітрильних 24-гарматних корветів типу «Сизополь», що будувалися в Миколаєві і Севастополі протягом 1829—1832 років. Довжина корабля становила 40,53 метра по гондеку, за кілем — 37,42 метра, ширина без обшивки — 10,72 метра, осадка — 3,1 метра (за іншими даними — 4,6 метра). Екіпаж становив 190 осіб.
Корабель названо на згадку про захоплення російськими військами за підтримки ескадри адмірала О. С. Грейга турецької фортеці Месемврія 10 липня 1829 року.

## Історія
Закладений у Севастополі на стапелі Севастопольського адміралтейства 3 травня 1831 року, головний будівник — корабельний майстер О. П. Прокоф'єв. Після спуску на воду 24 квітня 1832 року увійшов до складу Чорноморського флоту Російської імперії.
Протягом 1833—1837 років крейсерував біля Кавказького узбережжя у складі Геленджицького загону суден. 15—17 квітня 1833 року, разом зі шхуною «Кур'єр» як митне судно брав участь у висадці десанту в затоці Вулан. За підтримки корабельної артилерії десант змусив турецькі й кавказькі війська відступити в гори, захопивши три турецьких судна з контрабандною пшеницею. 6 січня 1834 захопив два турецьких судна недалеко від Геленджика, а у 1835 році, разом із бригом «Кастор», знищив у Суджуцькій бухті три контрабандистські судна.

### Кавказька війна
Під час військової кампанії 1838 року 13 квітня у складі Сухумської ескадри контрадмірала Ф. Г. Артюкова брав участь у висадці десантів, що заснували форт Олександрія в гирлі річки Сочі. Десантний загін на судах перебував під командуванням генерал-майора А. М. Симборського і налічував близько 3500 чоловік. В ніч з 11 на 12 квітня ескадра висунулася з Сухум-Кале і вдень 13 квітня підійшла до гирла річки, де до другої години дня судна вишикувалися в бойовий порядок, а о третій почалася посадка на човни першої групи десантного закону, що складалася з 1600 осіб. 
Після розподілу солдатів по човнах було розпочато артилерійську підготовку узбережжя, яка тривала пів години. Відповідно до звіту Ф. С. Артюкова, коли припинився вогонь з фрегата «Бургас» і брига «Меркурій», розташованих на лівому фланзі (а очевидно і з кораблів), десантні шлюпки рушили до берега. Разом з тим, фрегат «Енос» та корвет «Месемврія» продовжували артобстріл із правого флангу. Потужний артобстріл аула засвідчив учасник подій, солдат Еріванського полку А. Х. Рукевич, який при перших залпах морських знарядь спостерігав, «як там забігали жінки в їхніх кольорових плащах, як чоловіки тягли на собі різний скарб і вели худобу».
Попри артобстріл берега з суден ескадри, черкеси, утримавшись «у ровах і завалах», відкрили рушничний вогонь по десантних човнах, що рухалися, і поранили одного з флотських офіцерів. У бою, що спалахнув після висадки, десантний загін зазнав найбільших втрат за 1837—1839 роки, які, згідно зі звітом А. М. Симборського, становили 208 осіб.
Разом із 60-гарматним фрегатом «Варна» прикривав будівництво форту Олександрія. В кінці травня 1838 року в складі «Варни» і семи торговельних суден (серед них пароплав «Колхіда» і транспорт «Ахіолло»), навантажених фуражем, продовольством і боєприпасами, «Месемврія» прибула на рейд. 

### Загибель
У ніч проти 31 травня 1838 року під час стоянки на рейді в гирлі річки Сочі, перебуваючи на якорі навпроти укріплення, що зводилося, кораблі потрапили в сильний шторм приблизно о восьмій годині вечора. Пошкоджений корабель, що заливало водою, був викинутий на берег поблизу укріплення близько першої години ночі.
Члени екіпажів, що врятувалися, під час своєї переправи на берег зазнали нападу убихів. Для порятунку екіпажу з фортеці виступив батальйон стрільців, який, відігнавши кавказців від судна, частково зняв з нього екіпаж та повернувся у фортецю. Проте через значну перевагу в кількості противника, російські війська покинули частину екіпажу, що не встигла знятися з корабля, і відступили, а через переслідування також залишили дорогою тяжкохворих. Залишки корабля були повністю розграбовані, з корвета не врятували жодної речі чи матеріалу, а знята з «Месемврії» корабельна артилерія пізніше була використана кавказцями для нападу 20 травня 1839 року на форт Олександрія, який перед своєю загибеллю захищав корвет.
Внаслідок корабельної аварії та нападу кавказців загинули понад 30 осіб з екіпажів кораблів. З 182 членів екіпажу «Месемврії» загинуло 6 осіб нижнього чину, безвісти зникли корабельний лікар і ще 6 нижніх чинів, кавказцями в полон захоплені 8 рядових і три офіцери, два з яких були викуплені через п'ять років.

## Командири
- О. Б. Броневський (1833—1835).
- С. М. Абрютін (1836 — вересень 1837).
- З. А. Аркас (вересень 1837 —1838).
- М. М. Бутаков (1838).